# Unity (condado de Kennebec, Maine)
Unity es un territorio no organizado (en inglés, unorganized territory, UT) del condado de Kennebec, Maine, Estados Unidos. Según el censo de 2020, tiene una población de 36 habitantes.

## Geografía
Está ubicado en las coordenadas 44°37′44″N 69°25′44″O / 44.62889, -69.42889. Según la Oficina del Censo de los Estados Unidos, tiene una superficie total de 27.02 km², de la cual 26.97 km² corresponden a tierra firme y 0.05 km² son agua.

## Demografía
Según el censo de 2020, hay 36 personas residiendo en la zona. La densidad de población es de 1.3 hab./km². El 83.33% de los habitantes son blancos, el 2.78% es amerindio y el 13.89% son de una mezcla de razas. No hay hispanos o latinos viviendo en la región.